# 1182 هـ
1182 هـ هي سنة في التقويم الهجري امتدت مقابلةً في التقويم الميلادي بين سنتي 1768 و1769.

## أحداث
- 14 ذو الحجة: الجيش الروسي يحاصر قلعة خوتين الواقعة على نهر دنيسنز، والتي تعدّ المدخل الرئيسي لبولونيا التي كانت تابعة للدولة العثمانية، بَيْدَ أن الجيش العثماني استطاع تشتيت الجيش الروسي بعد يوم من الحصار.
- معركة سعودية بين السعوديين والقبائل النجرانية بزعامة الحسن بن هبة الله تكبد فيها السعوديون خسائر جسيمة.

## مواليد
- الأمير خالد بن سعود.

## وفيات
- خير الله محمود العمري
- عادلة خاتون
- محمد بن إسماعيل الصنعاني.